# Улица Пестеля (Ростов-на-Дону)
Улица Пестеля в Ростове-на-Дону — начинается от бокового проезда улицы Текучёва и заканчивается на перекрёстке с улицей 12 февраля, продолжаясь Псковским переулком.

## История
Образовалась в конце 1920-х годов в ходе создания севернее Нахаловки по концепции города-сада Первомайского Поселения. Изначально названа в честь Павла Ивановича Пестеля.
Пересекает:
- Улицу Текучёва
- Улицу Бондаренко
- Полевую улицу
- Самойлевскую улицу
- Улицу 12 Февраля

## Транспорт
От Самойловской улицы до улицы Бондаренко (где организовано одностороннее движение) проходит маршрут автобуса 60а.